# 三菱ケミカル物流
三菱ケミカル物流株式会社（みつびしケミカルぶつりゅう、英: Mitsubishi Chemical Logistics Corp.）は、東京都港区芝大門に本社を置く、三菱ケミカルグループ傘下の物流会社である。

## 概要
三菱ケミカル株式会社の物流子会社である。発足の経緯並びに現社名から分かる通り、荷主となる化学メーカー工場内での化学品を中心とした製品の荷役・包装・保管といった生産物流と、製品の輸送（陸海運）を得意分野とする。但し、近年は親会社である三菱ケミカルの物流効率化に取り組んできたノウハウと、発足以来、化学品を中心に取り扱ってきた事による安全・品質管理の確かさを元に、三菱ケミカルとは資本関係のない企業や化学メーカー以外の企業を荷主とする業務にも進出している。
保有する輸送機器等は、化学品輸送用タンクローリー320台、同タンクコンテナ（JR貨物規格並びにISO規格）389基、一般輸送用トラック325台、社船（ケミカルタンカー等）4隻、用船31隻 、倉庫数26箇所、タンク基数75基。

## 沿革
- 1956年（昭和31年）12月1日 - 三菱化成工業株式会社（後の三菱化成株式会社）の工場構内での荷役・包装・運搬を中心とした陸運部門の子会社である洞海産業株式会社として発足。所在地は現在の福岡県北九州市八幡西区。
- 1969年（昭和44年）12月1日 - 菱成産業株式会社に社名変更。
- 1985年（昭和60年）2月 - 菱化倉庫株式会社と合併。
- 1992年（平成4年）7月1日 - 菱化海運株式会社（三菱化成株式会社（後の三菱化学株式会社）の海運子会社で1968年に発足）と合併し、社名を化成物流株式会社に変更。また、本社を福岡県北九州市から東京都港区に移転。
- 1995年（平成7年）4月 - シンガポールに現地法人設立。
- 1996年（平成8年）5月 - インドネシアに現地法人設立。
- 1996年（平成8年）7月 - 社名を三菱化学物流株式会社に変更。
- 1998年（平成10年）10月 - タイに現地法人設立。
- 2007年（平成19年）10月 - 中国に現地法人設立。
- 2015年（平成27年）4月 - ダイヤ資材株式会社を吸収合併。
- 2016年（平成28年）10月 - ベトナムに駐在員事務所設立[3]。
- 2017年（平成29年）4月 - 社名を三菱ケミカル物流株式会社に変更[4]。
- 2017年（平成29年）7月 - 四日市ケミカルステーション株式会社設立[5]。
- 2017年（平成29年）9月 - ベトナムに現地法人設立[6]。
- 2018年（平成30年）4月 - 菱和ロジテム株式会社を吸収合併[7]。

## 国内拠点
- 本社 - 東京都港区芝大門1-1-30（芝NBFタワー2F）
- 東日本支社 - 茨城県神栖市奥野谷5600-10
- 中日本支社 - 三重県四日市市大井の川町2-1
- 中日本支社 滋賀事業部 - 滋賀県長浜市八幡中山町540
- 西日本支社(岡山) - 岡山県倉敷市潮通3-10（三菱ケミカル㈱岡山事業所内）
- 西日本支社 香川事業部 - 香川県坂出市番の州町1（三菱ケミカル㈱香川事業所内）
- 西日本支社(福岡) - 福岡県北九州市八幡西区黒崎城石1-1（三菱ケミカル㈱福岡事業所内）
- 川崎油槽所 - 神奈川県川崎市川崎区千鳥町1-3
- 尼崎油槽所 - 兵庫県尼崎市東海岸町9

※ 他にも支店・営業所・出張所等の拠点がある。

## 関係会社

### 日本国内[8]
- 菱化ロジテック株式会社 - 東京都港区
- 四日市ケミカルステーション株式会社 - 三重県四日市市

### 日本国外[9]
- MCL Logistics Asia Pte Ltd - シンガポール
- PT. Lintas Buana Kasei - インドネシア
- PT. Dia Logistics Indonesia - インドネシア
- Siam Chemical Logistics Co.,Ltd. - タイ
- 寧波菱信物流有限公司 - 中国
- Vietnam Chemical Logistics Company Limited - ベトナム